# GV Agaunia Saint-Maurice
Die farbentragende und gemischte Gymnasial-Verbindung Agaunia wurde am 2. November 1859 in Saint-Maurice gegründet. Seit ihrer Gründung ist sie im Collège de la Royale Abbaye de Saint-Maurice aktiv. Sie ist Mitglied des Schweizerischen Studentenvereins (Schw. StV oder StV) und der Fédération Romande (FR).

## Geschichte
Der Schweizerische Studentenverein (StV) hat seinen Ursprung in den Konflikten, die die Radikalliberalen (Anhänger einer Verstärkung der zentralen Macht der Konföderation und der Trennung von Staat und Kirche) und die Konservativen (Anhänger der kantonalen Souveränität und der Wechselwirkung zwischen Kirche und Staat) im 19. Jahrhundert zu Gegnern machten. Dieser Antagonismus erreichte seinen Höhepunkt während des Sonderbundskrieges, der die Niederlage der katholisch-konservativen Kantone zur Folge hatte.
Durch ihren Ursprung haben der StV und seine Verbindungen, darunter die GV Agaunia, privilegierte Kontakte zur Schweizer Christlichdemokratischen Volkspartei (CVP) und zur katholischen Hierarchie. Der Bewerber, der Mitglied der GV Agaunia werden möchte, ist nicht verpflichtet, Mitglied der CVP oder regelmässiger Kirchgänger zu sein. Seit 1977 steht der StV allen christlichen Studenten offen, auch denen die nicht katholischer Konfession sind, jedoch muss ein Mitglied gläubig sein und den christlichen Idealen zustimmen.

### Gründungsphase, Werte und Ziele
Die GV Agaunia wurde am 2. November 1859 gegründet. Im Ursprungsprotokoll heißt es:
„2. November 1859. Gründung der „Section Agaunoise des Etudiants Suisses“. Mitglieder: Herren Adolphe Riche, Nicolas Taramarcaz, Henri Bioley, Philosophiestudenten, Georges Bioley, Student im Rhetorik II. Folgende Ernennungen wurden beschlossen: Senior der Verbindung Herr A. Riche; Scriptor der Verbindung Herr H. Bioley; Quaestor Herr Taramarcaz. Der Senior, der Scriptor und der Quaestor bilden das Komitee der Verbindung. Die Versammlung wird jeden Donnerstag stattfinden.“
Henri Bioley und Adolph Riche waren unter den Gründern zweifelsohne die treibenden Kräfte bei der Gründung der „Section Agaunoise des Etudiants Suisses“. Nachdem sie als Verbindung zugelassen worden war, arbeiteten die Gründer fleißig an der Weiterentwicklung, denn sie waren fest davon überzeugt, dass es nützlich war, die katholische studentische Jugend zur Vorbereitung auf die politischen Kämpfe, die damals in der Schweiz sehr heftig waren, zu vereinigen. Diese Absicht ist deutlich in den ersten Artikeln der Statuten zu erkennen, die am 1. Dezember 1859 gebilligt wurden:
„Das Ziel der ‚Section Agaunoise des Etudiants Suisses‘ ist gleich dem Ziel des Schweizerischen Studentenvereins, das heißt:
- Tugend: den Glauben der Väter und die Liebe zur Tugend bei den katholischen Studenten erhalten und wachsen lassen;
- Wissenschaft: die Lust auf das Studium stimulieren und die Studenten auf die Aufgaben ihrer künftigen Berufung vorbereiten, z. B. durch das Erarbeiten literarischer und wissenschaftlicher Essays;
- Freundschaft: die Freundschaft kultivieren und die Herzen der Studenten vorbereiten auf die edlen Opfer, die die Vaterlandsliebe nötig macht, so wie auf die Einheit, die daraus entstammt.“

Das konkrete Ziel der GV Agaunia ist es, am Alltagsleben des Lycée-Collège de l’Abbaye de Saint-Maurice teilzunehmen und mit den Schülern verschiedene Aktivitäten durchzuführen.

### Theateraufführungen
Über viele Jahre hinweg organisierte die GV Agaunia die Aufführung von Theaterstücken am Collège; immer wieder mit großem Erfolg. Das erste Protokoll, das von einem Theaterstück berichtet, datiert vom 20. Dezember 1885. Die Verbindung hatte vor, die Premiere zu Ostern zu geben. Bei den nächsten Treffen wurde damals aber nicht mehr von Aufführungen gesprochen. Ab 1897 spielte die GV Agaunia ein Stück zum Karneval. 1928, nach der Einstellung der offiziellen Aufführung, die am Ende jedes Schuljahres gespielt wurde, führte die Verbindung ihre Tradition alleine weiter und organisierte dann die Theaterstücke des Collège. Jedoch veränderte sich die Lage: wegen des Neubaus des Collège konnte die GV Agaunia kein traditionelles Theaterstück mehr vorbereiten. Dadurch verschwand nach und nach die Tradition der Agaunia, Theaterstücke am Collège aufzuführen. Zwischen den Jahren 1897 und 1960 hat die GV Agaunia regelmäßig Theaterstücke organisiert.

### 150 Jahre Agaunia
2009 feierte die Agaunia ihr 150. Gründungsjubiläum in St-Maurice, gleichzeitig das 163. Zentralfest im Wallis, an welchem zweitausend StVer vom 27. bis zum 31. August 2009 teilnahmen. Am 7. November 2009 wurde diesbezüglich auch noch ein Kommers mit Krambambuli und vielen Teilnehmern organisiert.

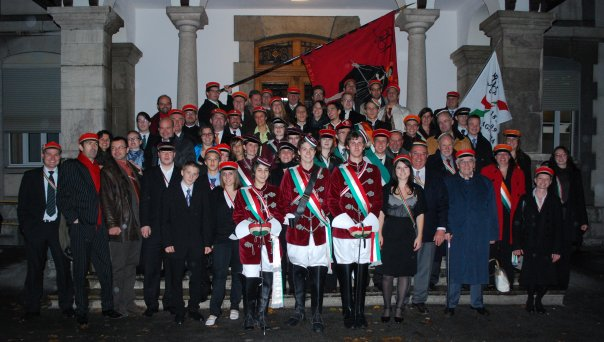
150. Jubiläum der GV Agaunia
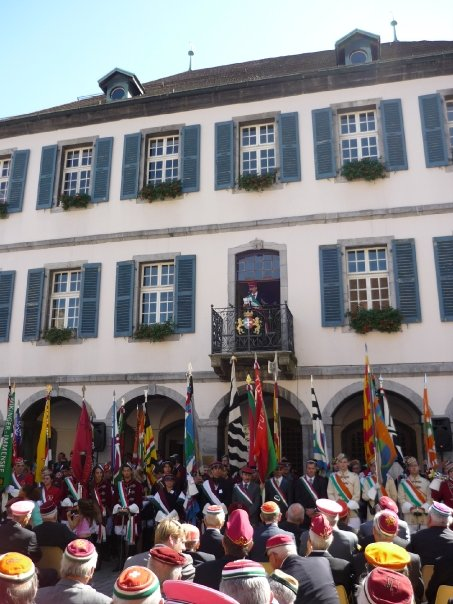
Décathlons Rede am Sonntag des Zentralfests, 30. August 2009

## Organisation der Verbindung
Seit Bestehen der GV Agaunia wurden die Statuten der Verbindung mehrmals geändert und somit an die Anforderungen der jeweiligen Zeiten angepasst. Ab 1888 wurde der Name Agaunia statt „Section Agaunoise des Etudiants Suisses“ gebraucht.
Seit ihrer Gründung sang die GV Agaunia bei ihren Anlässen gerne. Ein Verantwortlicher für das Liederverzeichnis wurde im Jahre 1860 gewählt, später Kapellmeister, dann Cantor genannt. 1899 wählte die Aktivitas das erste Mal einen Fuchsmajor, der für die Ausbildung der Bewerber verantwortlich war. Das Amt des Bibliothekars wurde 1916 ein- und später als Archivar weitergeführt. Als Quaestor galt in manchen Zeiten entweder der Scriptor oder der Consenior.
Die Legislatur des Komitees wurde oft unterschiedlich gehandhabt. In der Gegenwart wird das Komitee des darauf folgenden Semesters bei den Generalversammlungen zum Ende des Semesters gewählt. Seit 1984 nimmt die Agaunia auch Studentinnen auf.
Seit 2008 organisiert sie um den 14. Februar herum einen Rosenverkauf, dessen Einnahmen der „Bourse de solidarité du Collège“ (Verein, der Studenten mit Geldproblemen hilft) gegeben werden. Regelmäßig lädt sie auch Politiker ein, um über interessante Themen zu debattieren. Vor allem organisiert sie seit bald zehn Jahren den Ball der Studenten, der immer ein riesiger Erfolg ist.

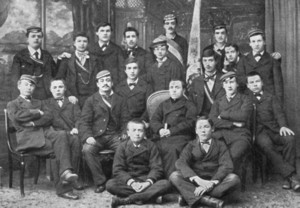
1883
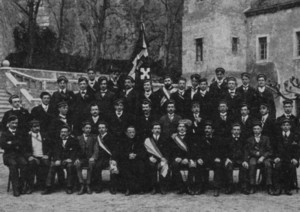
1909–1910
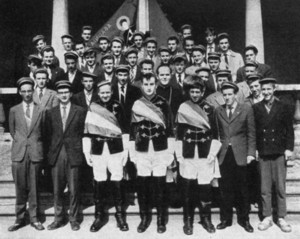
1959
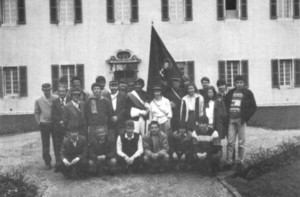
1984
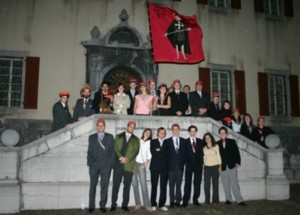
2004
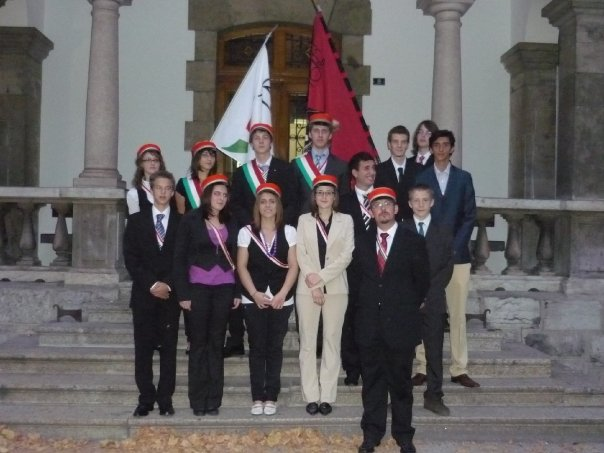
2009

## Symbole und Accessoires

### Die Fahnen
Die GV Agaunia hatte in den letzten 150 Jahren fünf Fahnen in ihrem Besitz.
- Die erste Fahne stammt aus dem Jahr 1866 und gilt heute als verschollen.
- Die zweite Fahne erhielt die Verbindung 1877. Auf der Vorderseite ist die Walliser Fahne und auf der Rückseite der heilige Märtyrer Maurice, der Schutzpatron der Stadt, zu sehen. Auf ihr steht: „Société des étudiants Suisses - Section de St-maurice“ und der Wahlspruch „Vertu Science Amitié“.
- Die dritte Fahne stammt aus dem Jahr 1894. Die Vorderseite trägt den Zirkel des StV und die Rückseite „Section de St-Maurice“ mit dem Kreuz von St-Maurice.
- Die vierte Fahne von 1923 ist die erste, die den aktuellen Namen der GV Agaunia und ihr Gründungsdatum auf der Vorderseite trägt. Auf der Rückseite steht der Wahlspruch der Verbindung und das erste Mal auch der Zirkel der GV Agaunia.
- Die fünfte und aktuelle Fahne erhielt die Verbindung im Jahre 1950. Darauf steht der Wahlspruch, der Zirkel und der Name der Verbindung.
- Am 8. November 2008 erhielt die Verbindung weiterhin ein Banner zu ihrem 150. Jubiläum.

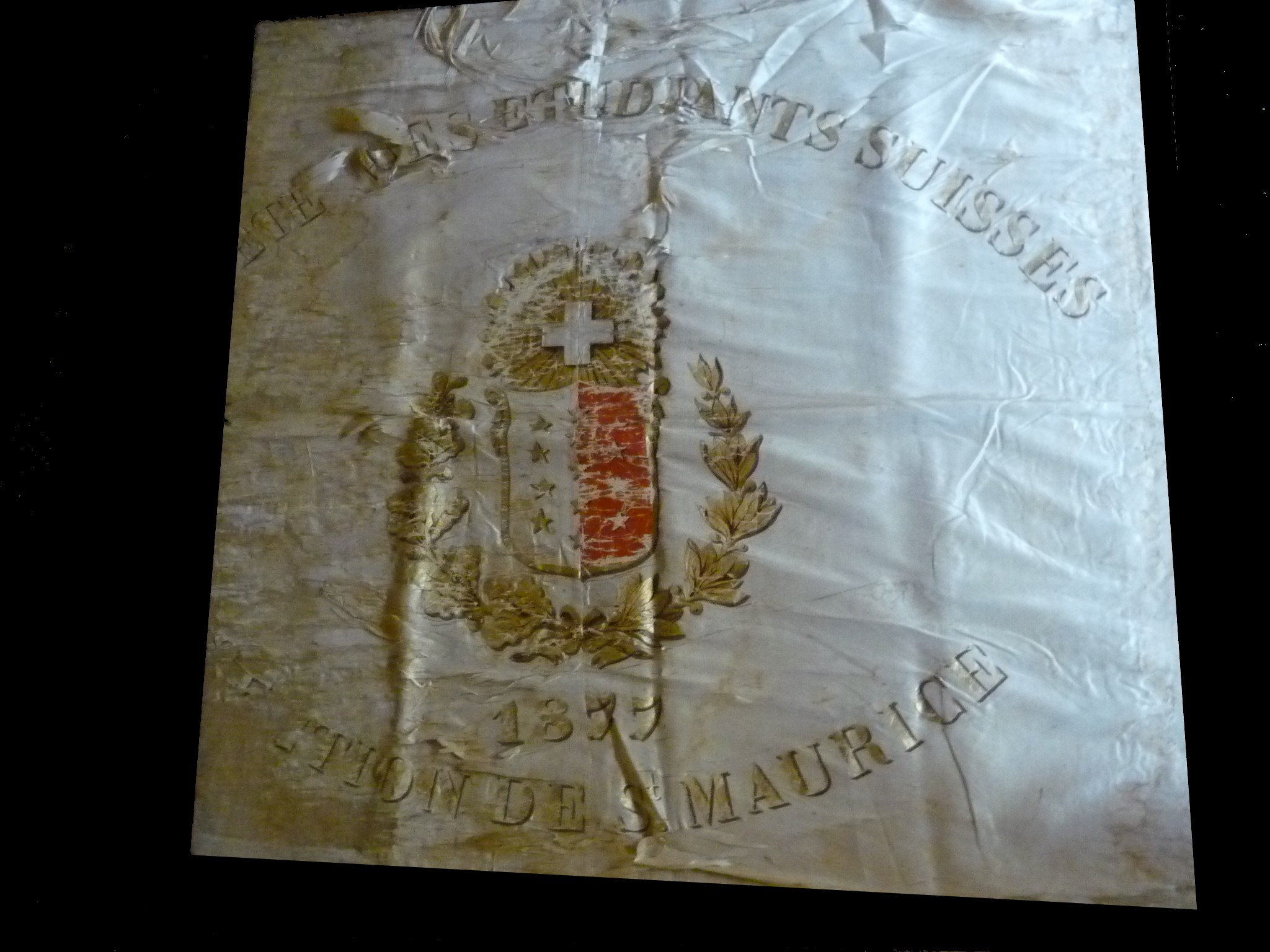
1877 Vorderseite
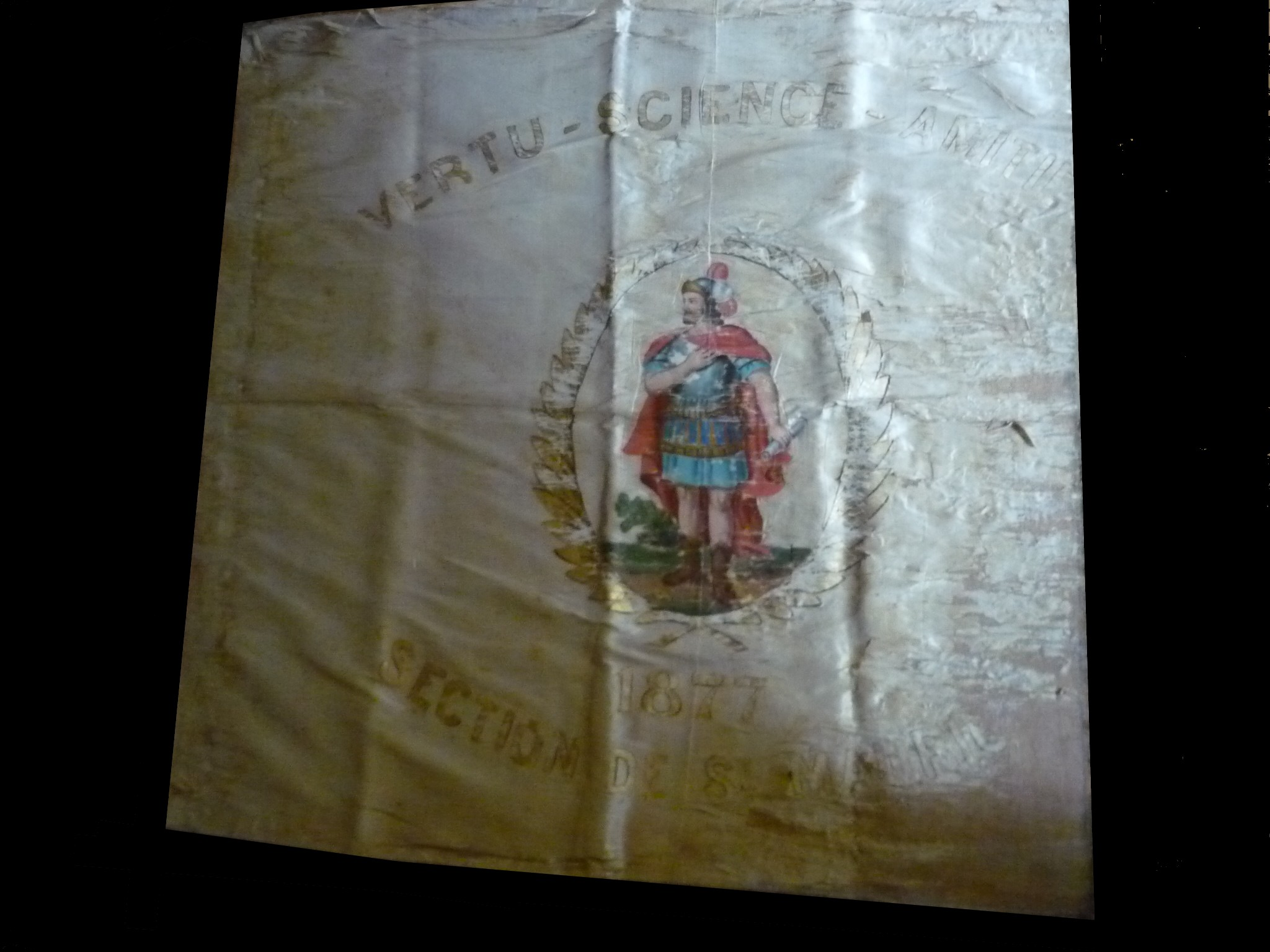
1877 Rückseite
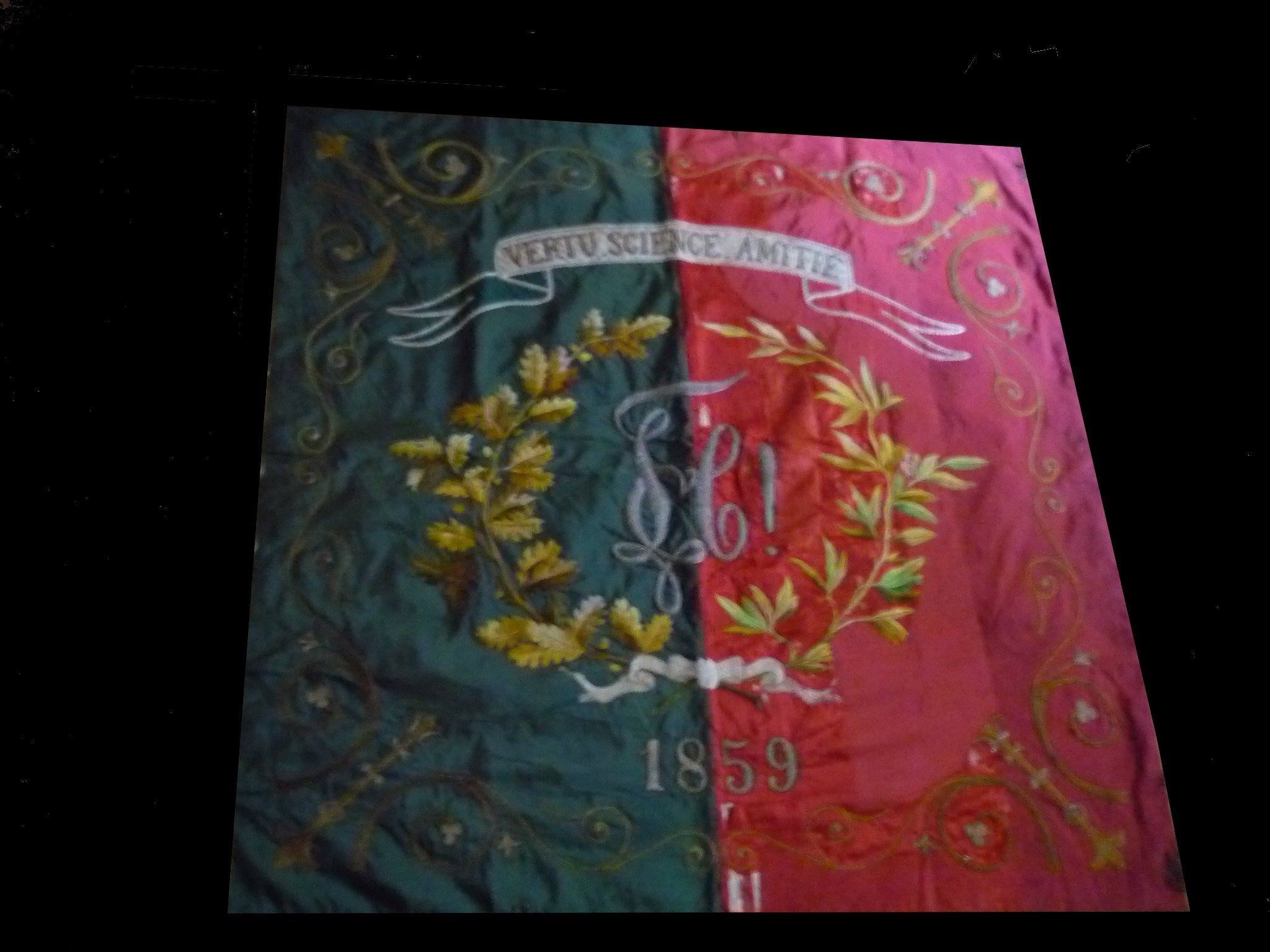
1894 Vorderseite
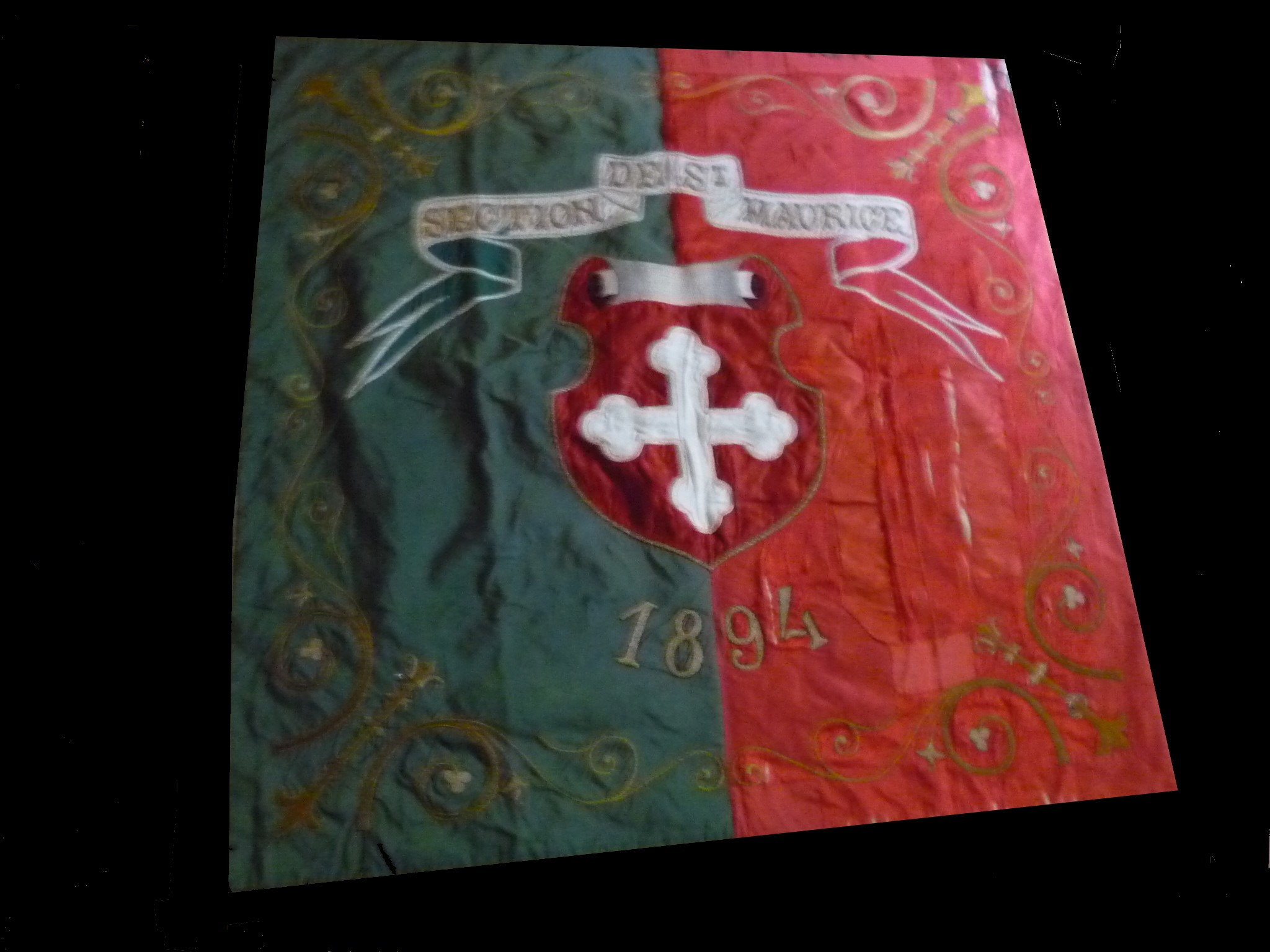
1894 Rückseite
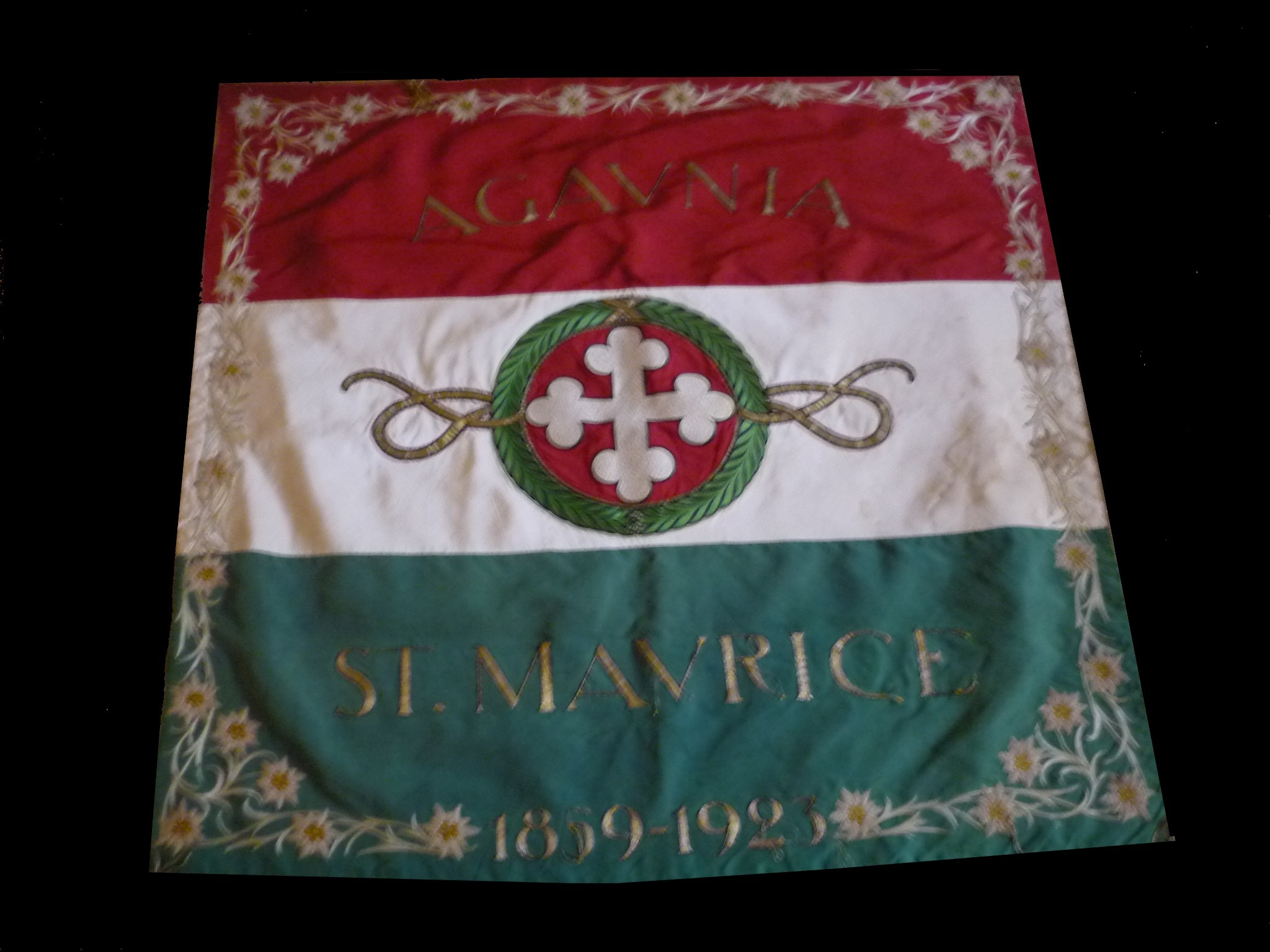
1923 Vorderseite
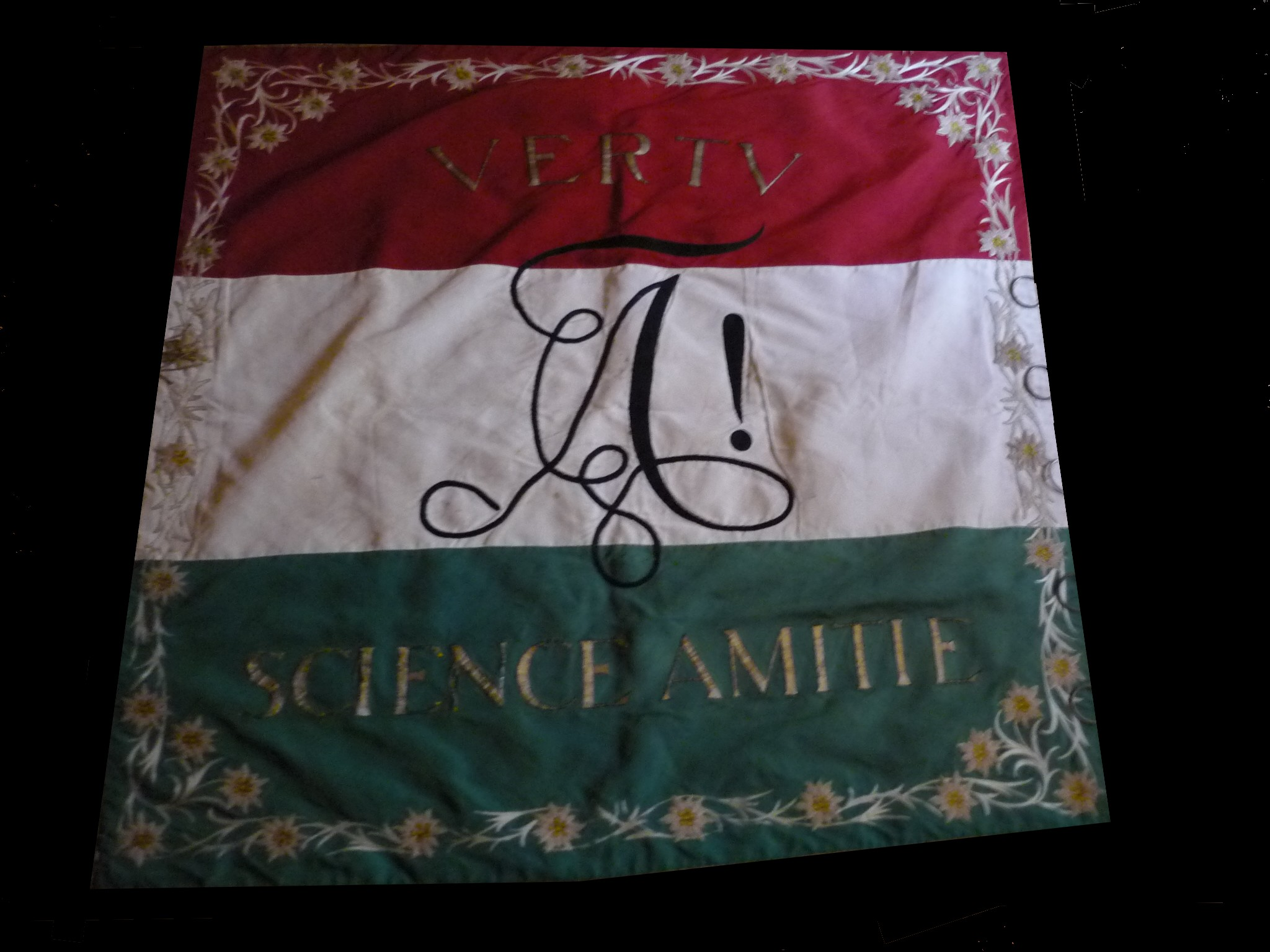
1923 Rückseite
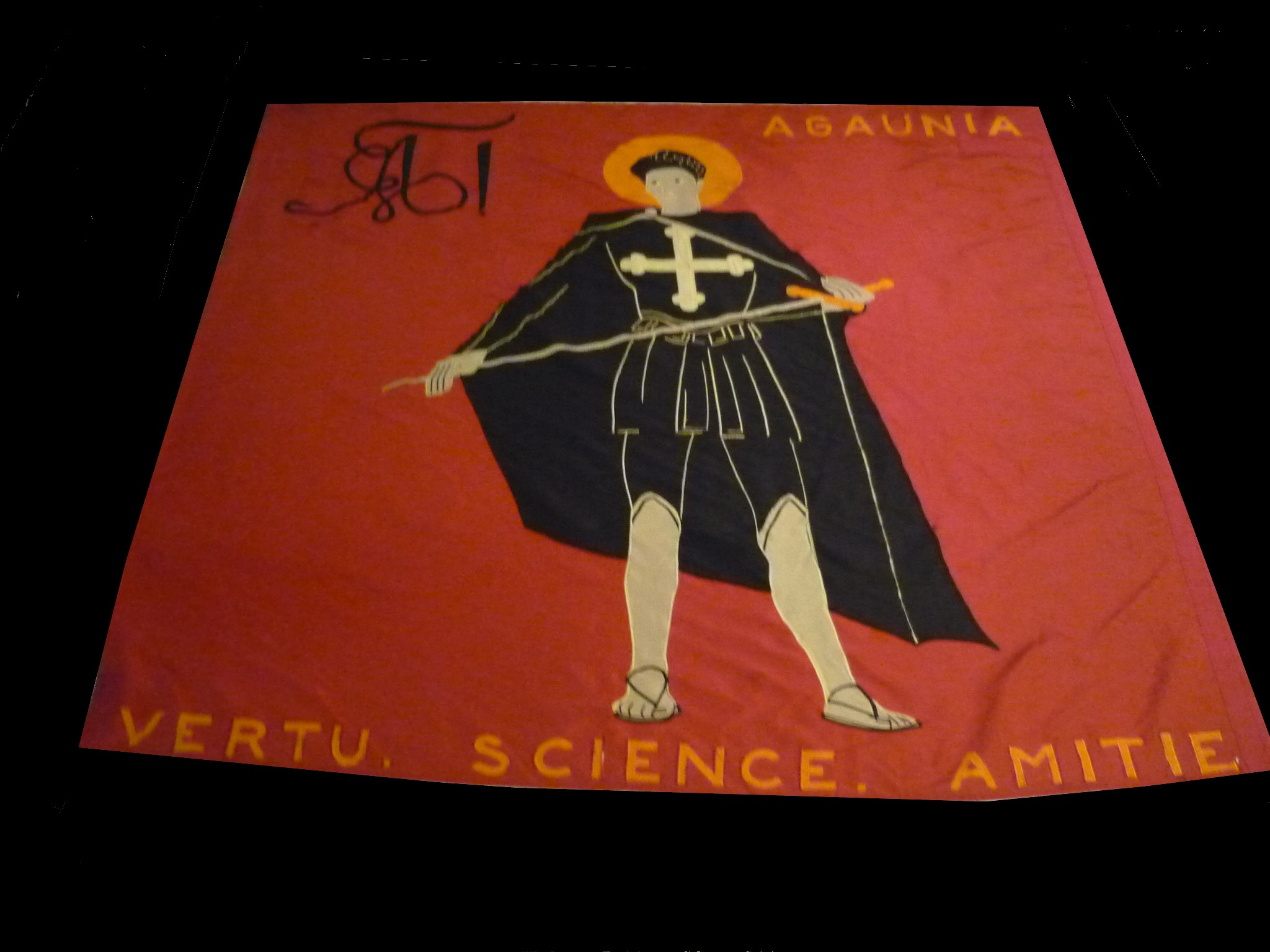
1950 aktuelle Fahne
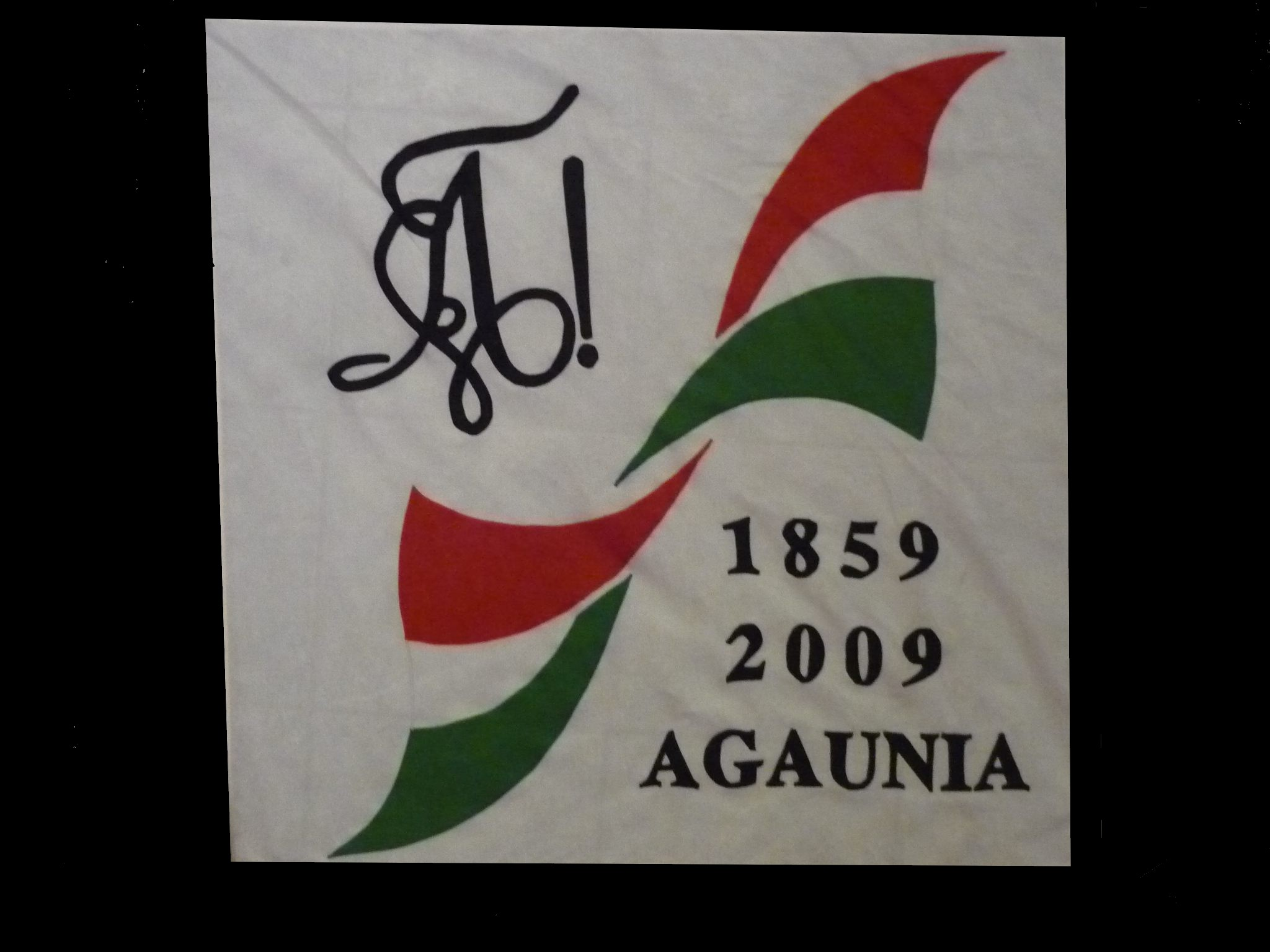
Banner des 150. Jubiläums

### Der Zirkel
Der Zirkel enthält die folgenden fünf Symbole und bedeutet: Vivat, crescat, floreat Agaunia! (Es lebe, es wachse, es blühe Agaunia!)

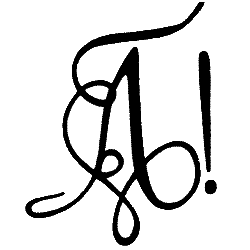
Zirkel der GV Agaunia
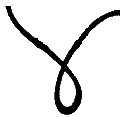
„v“ für vivat
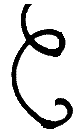
„c“ für crescat
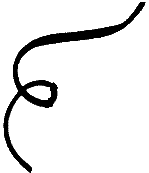
„f“ für floreat
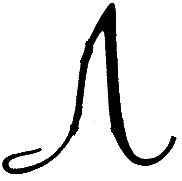
„a“ für Agaunia
„!“ steht für eine Aktivitas

### Die Farben

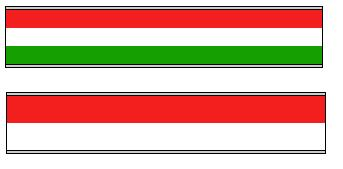
Farben der Burschen (oben) und der Füchse (unten)

Die GV Agaunia ist eine farbentragende Verbindung. Das Burschenband hat die Farben Rot-Weiß-Grün und das Fuxenband Rot-Weiß – beide mit silberner Perkussion. Die rote Farbe steht für Freundschaft, die weiße Farbe für Wissenschaft und die grüne Farbe für Tugend.
Als Besonderheit trägt der Senior drei Burschenbänder: Zwei über die rechte und eins über die linke Schulter.

### Die Kopfbedeckung
Als Kopfbedeckung wird fakultativ eine rote Mütze getragen, wobei diese Mützenform nur von den drei Walliser Verbindungen Agaunia, Brigensis und Rhodania getragen wird. An der Mütze können Abzeichen befestigt werden. Auch ist es Brauch, dass andere Mitglieder in ihr unterschreiben.
Zum Flauss wird ein Cerevis getragen.

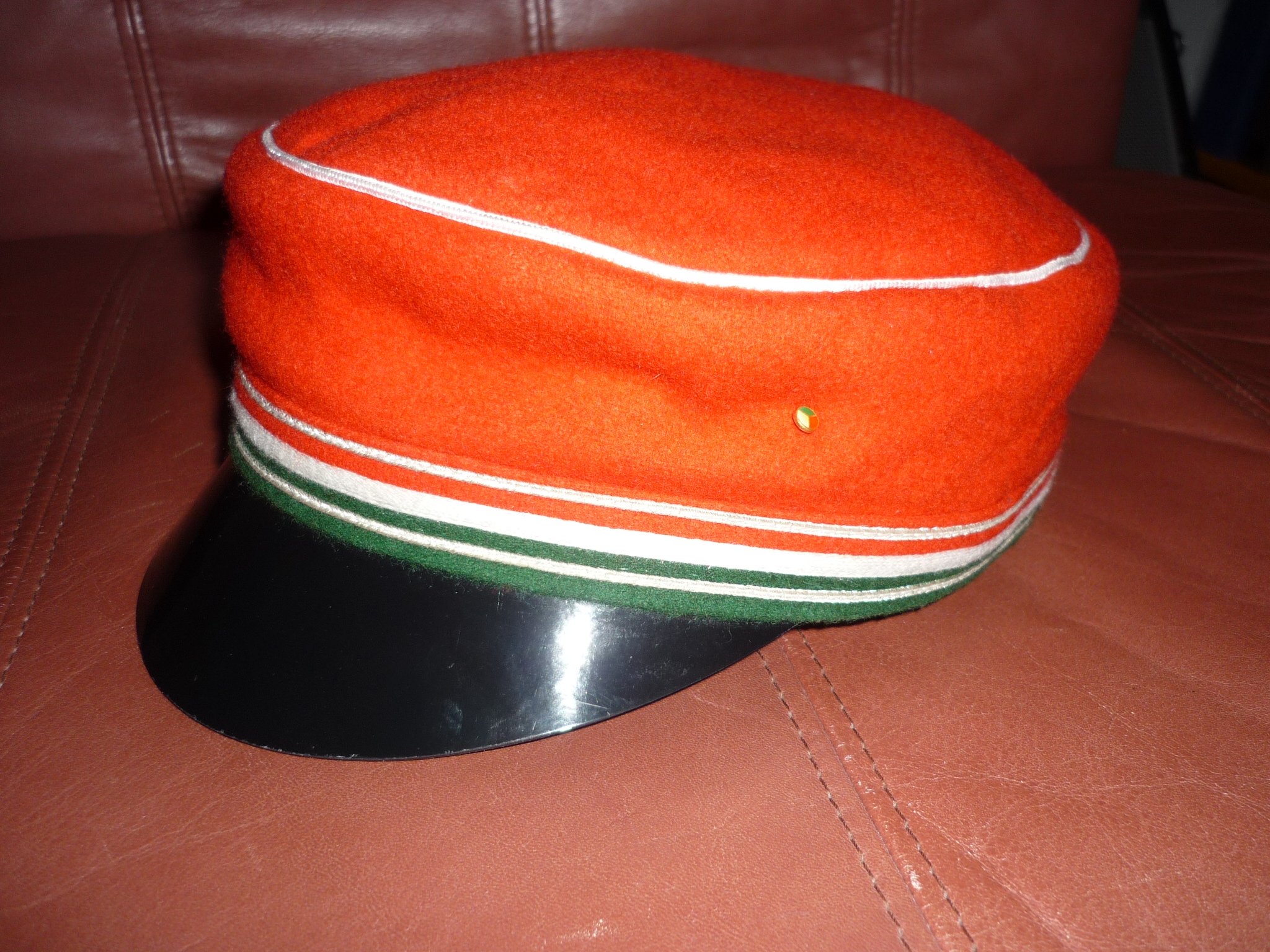
Mütze der GV Agaunia
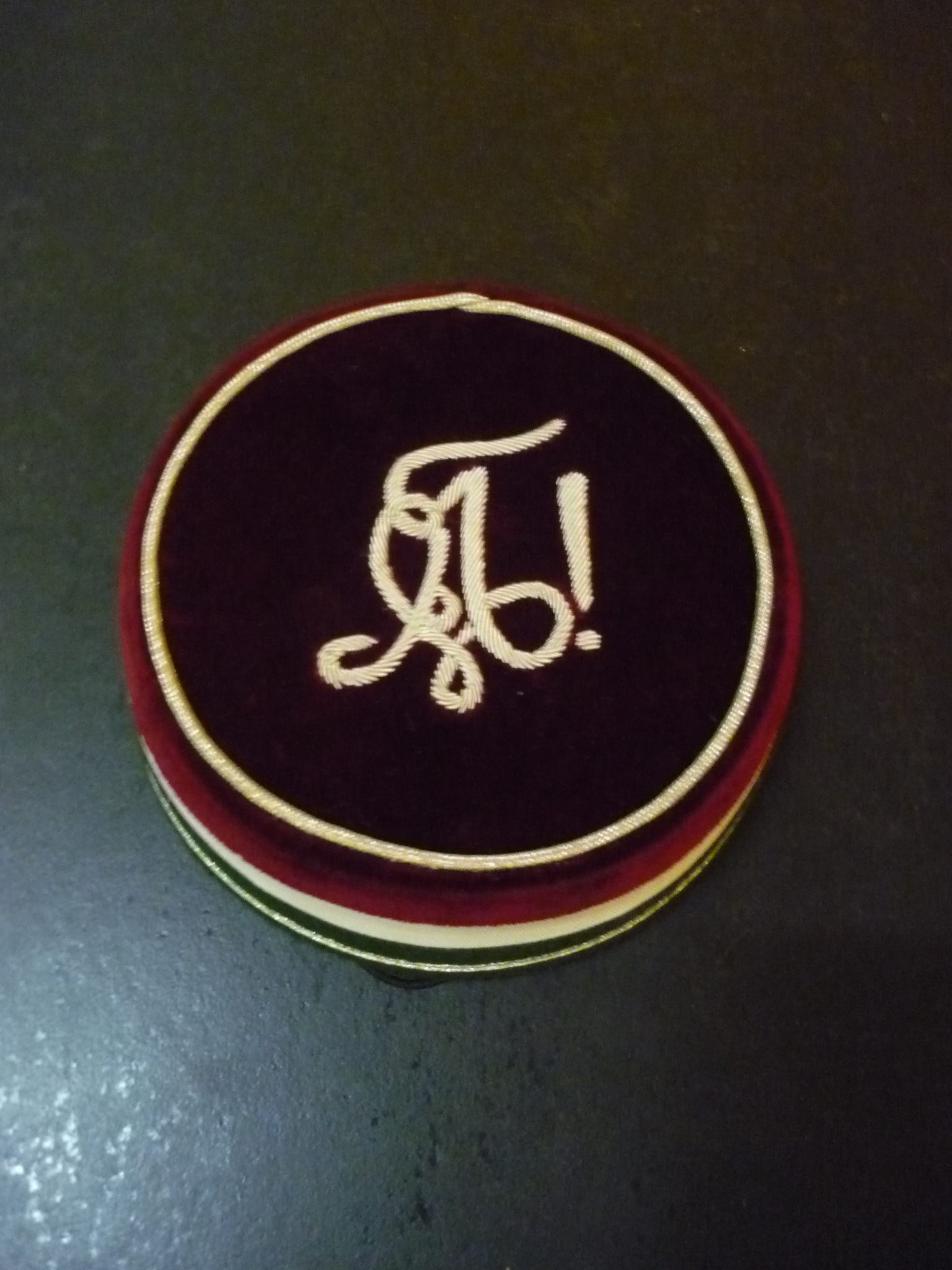
Cerevis der GV Agaunia

### Der Flauss

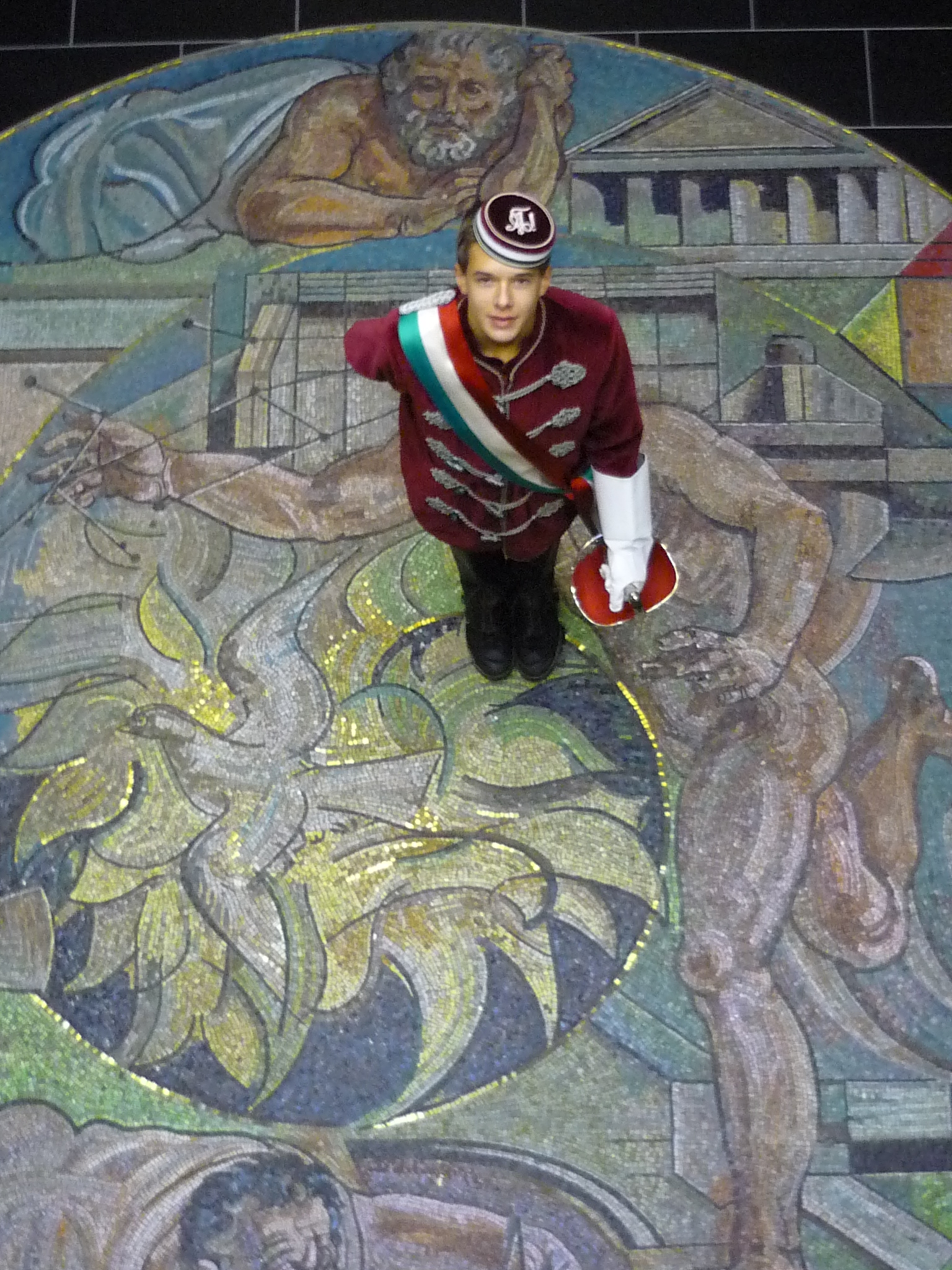
Mitglied der GV im Flauss

Der Flauss ist der offizielle Anzug der Verbindung und wird bei Messen, Paraden und sehr offiziellen Anlässen, wie z. B. bei einem Kommers, von den drei Mitgliedern des Komitees getragen.
Er besteht aus einem weißen Hose, einer roten Jacke, weißen Handschuhen, einem dreifarbigen Schal, Stiefeln (oder schwarzen Schuhe mit Gamaschen) und einem Cerevis. Der Senior trägt dabei die Fahne der Verbindung, Consenior und Fuchsmajor tragen einen Prunkschläger.

## Mitglieder
Wie viele andere Verbindungen kennt die GV Agaunia zwei Mitgliedsstatus: Füchse werden die neuen Mitglieder genannt. Burschen gehören für mindestens zwei Semester der Agaunia an. Die Aufgaben des Komitees dürfen normalerweise nur Burschen übernehmen. Wird ein neues Mitglied aufgenommen, das heißt fuchsifiert, bekommt es einen Spitznamen, den man Vulgo nennt, auf diese Weise werden Vorurteile aufgrund der sozialen Herkunft vermieden.

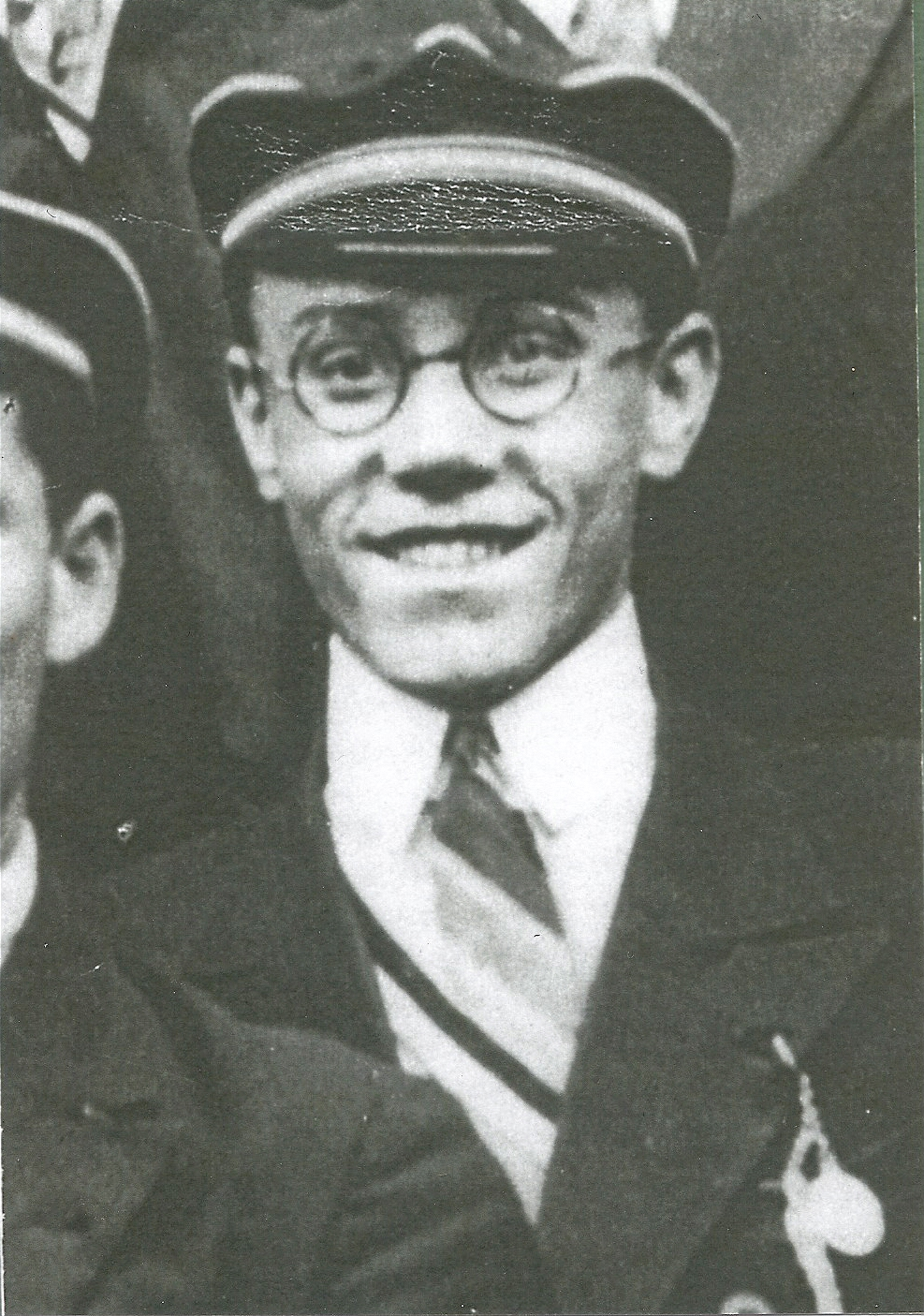
Maurice Tornay

### Aktive Mitglieder
Die GV Agaunia zählte im Jahr 2009 dreizehn aktive Mitglieder: neun Füchse und vier Burschen, sowohl Jungen (69 %), als auch Mädchen (31 %). Der Altersdurchschnitt lag bei siebzehn Jahren und neun Monaten. Die Muttersprache aller Mitglieder ist Französisch.

### Berühmte Mitglieder
- Joseph-Tobie Mariétan C.R.A. (Mitglied von 1890 bis 1894, Senior von 1893 bis 1894), Abt von St-Maurice (1914–1931), Titularbischof von Bethlehem und von Agathopolis
- Jean-Marie Musy (Mitglied von 1896 bis 1898, Quaestor von 1897 bis 1898), Bundesrat der CVP von 1920 bis 1934 (1925 Bundespräsident)
- Joseph Escher (Mitglied von 1906 bis 1907), Bundesrat der CVP von 1950 bis 1954
- Joseph Ackermann (Senior von 1919 bis 1920), Schweizer Politiker (CSP)
- Angelin Lovey (Mitglied von 1929 bis 1931), Propst beim Grossen Sankt Bernhard
- Maurice Tornay (Mitglied von 1927 bis 1931), Domherr, Propst beim Grossen Sankt Bernhard, Missionar in Tibet, seliggesprochen von Papst Johannes Paul II. am 16. Mai 1993
- André Altermatt, dès 1984, Aumônier et archiviste, recteur du Collège de l’Abbaye
- Slobodan Despot (Mitglied von 1983 bis 1986), Verleger, Schriftsteller, Übersetzer, Gründer des Xenia Verlags im Jahr 2005

## Veranstaltungen
Der Semestereinteilung der GV Agaunia stützt sich auf den Walliser Schulkalender und entspricht dem des Collège de St-Maurice: Das Sommersemester dauert von Januar bis Juni, das Wintersemester von August bis Dezember. Jedes Semester enthält einige feststehende Veranstaltungen:
- Sommersemester: Eröffnungs- oder Karnevalkneipe, jährliche Reise der Verbindung, Ball der Studenten des College de St-Maurice, Abschlusskneipe

- Wintersemester: Eröffnungskneipe, kultureller Besuch, Krambambuli, Abschlusskneipe